# Father Christmas (filmserie)
Father Christmas is een Amerikaanse filmtrilogie, gebaseerd op de boeken van schrijfster Robin Jones Gunn. De filmserie werd oorspronkelijk uitgezonden op het Amerikaanse Hallmark Channel als onderdeel van de kerstprogrammering.

## Plot
De films volgen het verhaal van Miranda Chester. Ze raakte haar moeder op jonge leeftijd kwijt en heeft haar vader nooit gekend. Wanneer ze door oude spullen kijkt, krijgt ze een foto te zien met een belangrijke aanwijzing. Ze besluit om naar het dorpje Carlton Heath te gaan, op zoek naar meer informatie. Hier ontmoet ze Ian McKendrick, een hotelier die haar wil helpen. De groeiende liefde voor Ian en het bereidwillige dorp zorgen bij Miranda voor moeilijke keuzes.
In de tweede film keert Miranda Chester terug naar Carlton Heath. Met Ian nu als haar vriend hoopt ze op een mooie kerstviering. Het krijgt echter een andere wending wanneer ze een anoniem tekstbericht krijgt van iemand die dreigt haar familiegeheim openbaar te maken.
In de derde film zijn Miranda en Ian verloofd. Terwijl ze voorbereidingen maken voor het aanstaande huwelijksfeest wacht Miranda op het arriveren van een mysterieuze bezoeker.

## Films
| Nr | Titel                                                              | Regie         | Eerste uitzenddatum |
| -- | ------------------------------------------------------------------ | ------------- | ------------------- |
| 1  | Finding Father Christmas                                           | Terry Ingram  | 13 november 2016    |
| 2  | Engaging Father Christmas ook bekend als A Family for the Holidays | Davin Winning | 12 november 2017    |
| 3  | Marrying Father Christmas                                          | Davin Winning | 4 november 2018     |

## Rolverdeling
- Erin Krakow als Miranda Chester
- Niall Matter als Ian McKendrick
- Wendie Malick als Margaret Whitcomb
- P. Lynn Johnson als Katherine Whitcomb
- Michael Kopsa als Andrew Whitcomb
- Jim Thorburn als Peter Whitcomb

## Ontvangst
De eerste twee films werden met respectievelijk 1,56 en 1,84 miljoen kijkers de meest bekeken premières in de geschiedenis van Hallmark.